# سيرجين عبده
سيرجين عبده لاعب كرة قدم قطري من أصل سنغالي، ولد في (28 فبراير 1995) ،
التحق بأكاديمية أسباير و مثل نادي الخور في دوري نجوم قطر ومنتخب قطر تحت 20 سنة .

## وفاته
توفي اللاعب سيرجين عبده في تاريخ 27 سبتمبر 2016 بسبب مرض السرطان .

## روابط خارجية
- سيرجين عبده على موقع قاعدة بيانات كرة القدم.إي يو (الإنجليزية)
- سيرجين عبده على موقع Soccerway.com (الإنجليزية)